# Dermophis glandulosus
Dermophis glandulosus és una espècie d'amfibis gimnofions de la família Caeciliidae. Habita a Colòmbia, Costa Rica i Panamà. Els seus hàbitats naturals inclouen boscos secs tropicals o subtropicals, montans secs, plantacions, jardins rurals i zones prèviament boscoses ara molt degradades.